# NGC 559
NGC 559 是仙后座的一個疏散星团，它看起来小而紧凑。此星团约有120颗成员星，其中最亮的一颗是一颗9等星。
此外，这个星团旁大约10角分的地方有一个超新星遗迹G127.1+0.5。但它和NGC 559似乎没有物理上的联系。
 维基共享资源上的相關多媒體資源：NGC 559
- NED – NGC 559
- SEDS – NGC 559
- SIMBAD – NGC 559
- VizieR – NGC 559